# سوت (ترانه فلو رایدا)
«سوت» (به انگلیسی: Whistle) یک تک‌آهنگ از فلو رایدا است که در ۲۴ آوریل ۲۰۱۲ منتشر شد.
این تک‌آهنگ در چارت‌های ، اسکاتلند، نروژ، استرالیا، لهستان، سوئد، سوئیس، نیوزلند، در رتبه اول و در چارت‌های ایتالیا، والونیا، فرانسه، آلمان، اسپانیا، دانمارک، فنلاند، فلاندرز، اتریش، بریتانیا جزو ده ترانه اول قرار گرفت.